# Christian Gotthold Contius
Christian Gotthold Contius (* 19. November 1750 in Hunswalde; † 8. November 1816 in Dommitzsch) war ein deutscher evangelischer Theologe und Dichter.

## Leben
Contius war der Sohn eines Pfarrers von Hunswalde bei Bischofswerda. 1764 bis 1767 besuchte er die Schule der Franckeschen Stiftung in Halle. Daraufhin nahm er 1768 ein Studium der Theologie in Leipzig auf, das er 1772 mit dem Erwerb des Magister-Grades beendete. In der Folge trat er eine Stelle als Prediger in Dollenchen an. Von dort wechselte Contius 1798 als Archidiakon nach Hoyerswerda. 1805 erhielt er die Berufung als Prediger und Oberpfarrer nach Dommitzsch.
Contius machte sich einen Namen durch seine große Anzahl von Gedichten (Oden), die er in vielerlei eigenen Schriften, aber auch Wochen- und Monatsblättern veröffentlichte. Auch andere Werke publizierte er. Künstlerisch-handwerklich sehr begabt, stach er die Vignetten zu seinen Gedichten zumeist selbst. Darüber hinaus hat er einige Blätter nach Dietrich, Schönau und anderen Künstlern gestochen.
Bei seinem Tod hinterließ Contius seine Witwe Johanna Friederike geb. Lessing (1758–1831) sowie zwei Söhne und zwei Töchter.

## Werke
- Die Dardanellen oder das Gebet Mustapha des III. ... (1772).
- Lyrische Gedichte und Erzählungen (1773).
- Aufgefangener Litterarischer Briefwechsel der Dodsleyschen Kunstrichter und anderer Gelehrten (3-Bändig 1772, 1773, 1774).
- Wieland und seine Abonnenten (1775).
- Lieder zum Feldzuge 1778 (1778).
- Lieder eines sächsischen Dragoners (1778).
- Klagen des jungen Blendheim im Schattenreich (Roman, Dresden 1780).
- Der Marquisinn von Floredo Klagen in der Unterwelt (1781).
- Medor und Angelika (1782).
- Gedichte (1782).[1]